# Accurse Maynier
Accurse Maynier, premier baron d'Oppède, né à Avignon (Vaucluse) vers 1450, vivait encore en 1513. Il est le fils de Guillaume Maynier ; et fut marié en premières noces avec Madeleine Merles de Beauchamp et en deuxièmes noces avec Claire de Cambolas.

## Biographie
Accurse Maynier naît en Avignon vers 1450. Il fréquente l'université d'Avignon où il se consacre à l'étude du droit et obtient le grade de docteur en droit. En 1482, il est d'ailleurs primicier de l'université. Il est conseiller du roi et du duc de Bourbon, ambassadeur à Venise, maître rational, juge-mage (1483-1503) et juge des premiers appels de Marseille.
Victime de la rivalité entre le gouverneur François de Luxembourg et le grand sénéchal Aymar de Poitiers, il est privé de sa charge, mais réintégré par lettres de Charles VIII en 1492, et confirmé par Louis XII à son avènement en 1498.
En 1501, le pape Alexandre VI lui concède la seigneurie d'Oppède pour une redevance annuelle de 230 florins. Les Oppédois s'y opposent et n'acceptent leur nouveau seigneur qu'en 1511, après la garantie que leurs droits seraient maintenus. 
Il est reçu le 15 juin 1507, premier président du parlement de Provence et troisième président de celui de Toulouse en 1508. Il est un des arbitres entre Louis XI et le duc de Lorraine au sujet des prétentions de ce dernier sur la Provence.
Il est le père de Jean Maynier, tristement célèbre par l'exécution du fameux arrêt rendu par la cour du Parlement de Provence, le 18 novembre 1540, contre les hérétiques des lieux de Cabrières et de Mérindol, qui se soldent par des massacres et des actes de cruauté.